# 奈勒斯·潘貝魯特

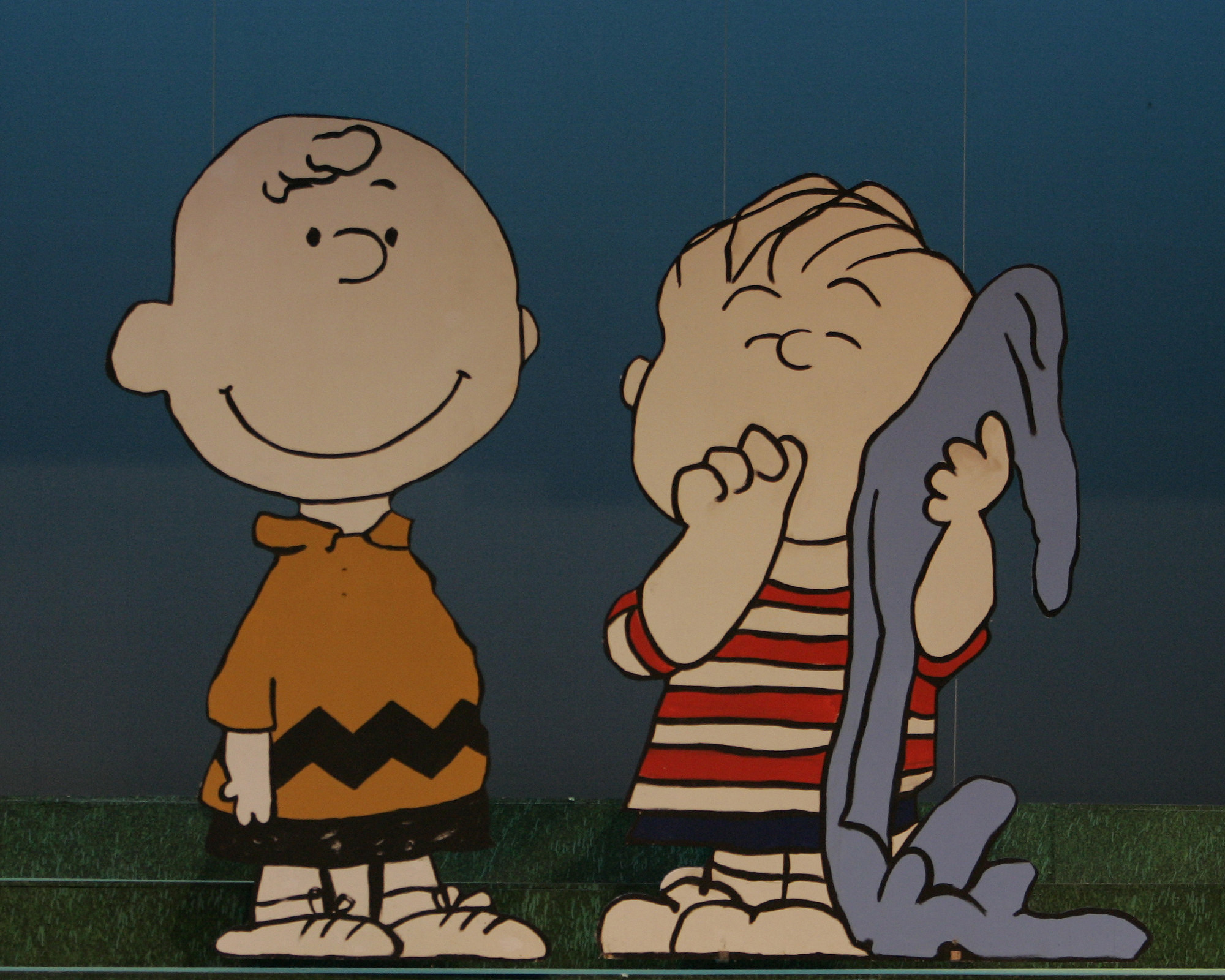
查理·布朗与奈勒斯·潘贝鲁特

奈勒斯·潘貝魯特（Linus van Pelt）是美國漫画作品《花生漫畫》中的一个角色，露西的弟弟。他很喜欢拖着他的藍色毛毯四處走，還有吸自己拇指的習性。奈勒斯的毯子因花生米漫畫的流行，安全毯（或安全毛毯，Security Blanket）一詞也被廣泛的傳開。
奈勒斯的姐姐露西很讨厌看到他高兴，于是经常设法阻止他玩得开心。奈勒斯通曉聖經故事，與查理布朗的對話常常引用聖經，在花生米中的形象定位是賢者，也因此奈勒斯與露西之間經常出現「賢者有時受迫於武力」的場面。
奈勒斯经常以哥哥的身份，教導查理布朗的妹妹莎莉·布朗，于是成为莎莉·布朗的暗恋对象，而奈勒斯則為莎莉布朗的表態而尷尬不已。奈勒斯有兩次暗戀他人的經驗，一次是坐在後邊的一位女生，但因對方：「你大我三個月，追我不會太老嗎」而被嚇退，另一次則是仰慕班上的代課老師，在教師抗議的下雨天中，熱情的帶湯去支持慰問，勇敢地在老師摔倒時幫她舉標語，最後因她離開而告終。
奈勒斯深信在万圣夜時，會有「南瓜大王」出現在南瓜園中，發禮物給乖小孩。實際上奈勒斯是將萬聖節的南瓜仙和耶誕節的聖誕老人混淆了。

(2014年法國版動畫 香港配音：謝潔貞)

## 家庭成員與朋友
- 查理·布朗：奈勒斯最好的朋友。
- 露西：奈勒斯的姊姊。
- 小雷：露西和奈勒斯的小弟。

## 其他作品引用
- 在樋口大輔的漫畫《紅瞳之眼－讀師－》之中，奈勒斯的毛毯，被描述成對於恐慌症患者的安慰劑效果。